# European Association for Cardio-Thoracic Surgery
European Association for Cardio-Toracic Surgery (EACTS) – lekarskie towarzystwo skupiające kardiochirurgów oraz torakochirurgów i poświęcone praktyce kardiochirurgii oraz torakochirurgii. Misją stowarzyszenia jest wspieranie kształcenia w zakresie interwencji kardiologicznych, klatki piersiowej i naczyń i promocja badań nad fizjologią, schorzeniami i leczeniem układu krążenia i narządów klatki piersiowej. W ramach EACTS zorganizowano liczne grupy robocze w celu doskonalenia metod chirurgii klatki piersiowej.
Siedziba się towarzystwa znajduje się w Windsorze w Wielkiej Brytanii, a oficjalnym językiem jest angielski.
Założycielem i pierwszym przewodniczącym był francuski kardiochirurg Francis Fontan.